# مركز كولومبيا التذكاري للفضاء
مركز كولومبيا التذكاري للفضاء ويُعرَف اختصارًا بـ CMSC هو متحف للعلوم يقعُ في منطقة لوس أنجلوس في طريق كولومبيا، مدينة داوني، كاليفورنيا، الولايات المتحدة. يمتلكها ويديرها داوني، وهي مفتوحة لعامة الناس كمتحف فضاء عملي ومركز نشاط.

## المهمة
تتمثل مهمة المركز المعلنة في «إشعال شغف الناس بالعلوم والتكنولوجيا والهندسة والفضاء مع تكريم تاريخ داوني في مجال الطيران».

## التاريخ
كانَ المتحف الذي كان مصنعًا لبوينج/روكويل يقعُ في أمريكا الشمالية حيث بنيت جميع وحدات أبولو للقيادة/الخدمة وصُمِّمَ فيه مكوك الفضاء. في عام 1999، عندما تم إغلاق مصنع داوني، بدأت مدينة داوني جهود إعادة التطوير، بما في ذلك المكون التعليمي. في أوائل عام 2007، كُلّفت شركة البناء «Tower General Contractors» وبدأت أعمال البناء والتجديد وغيرها في 12 نيسان/أبريل 2007، في مشروع بمساحة 18000 قدم مربع. افتُتحَ المتحَف لأول مرة في عام 2008، وتم الاعتراف به باعتباره النصب التذكاري الوطني لمكوك الفضاء كولومبيا وطاقمه الذي فُقد على STS-107. انفجرَ في 7 تشرين الثاني/نوفمبر 2008 صهريج بروبان أثناء تصوير حلقة من المسلسل التلفزيوني بونز مما تسبَّب في حريق كهربائي دون إلحاق أضرار بالمتحف.

## المعارض
يضمُّ المتحف مجموعة متنوعة من المعسكرات وورش العمل والأحداث الشهرية الأخرى لتوليد الاهتمام بالعلوم والتكنولوجيا والهندسة والرياضيات والمعارض العملية. الآن 20000 قدم مربع، يحتوي المبنى المكون من طابقين على مختبر للروبوتات، ومختبر كمبيوتر عالي الدقة، ومجموعة واسعة من المعارض التفاعلية حول عمليات مكوك الفضاء، والمعيشة والعمل في محطة الفضاء الدولية، واستكشاف النظام الشمسي، وهندسة الطيران، و مجموعة مجالات الدراسة والوظائف المتعلقة باستكشاف الإنسان والروبوتات للفضاء.
في عام 2012، تم عرض أول "مكوك فضاء" - وهو نموذج بالحجم الطبيعي من الخشب والبلاستيك بُني بواسطة شركة نورث أمريكان أفياشن (بالإنجليزية: North American Rockwell)‏ في عام 1972 - على الشاشة المؤقتة في المركز. أمام المركز، يتمُّ عرض كبسولة أبولو المعيارية الوهمية BP-12. كانت هذه أول كبسولة من أبولو تطير، وهي الآن مملوكة لمدينة داوني. يمتلك المركز أيضًا كبسولة BP-19A، والتي كانت قيد التخزين اعتبارًا من عام 2018.

## روابط خارجية
- الموقع الرسمي لمركز كولومبيا التذكاري للفضاء
- قناة مركز كولومبيا التذكاري للفضاء على موقع يوتيوب